# Lupus (imię)
Lupus – imię pochodzi z łaciny i oznacza tyle co wilk. Spotyka się różną pisownię: Loupus czy Luppus, odpowiednikami w języku francuskim jest Loup, Lou i Loubes, zaś w hiszpańskim Lope i Lobo, a włoskim Lupo. Patronami imienia są Lupus - biskup Troyes wspominany 29 lipca i wspominany 2 września bł. Lupus Thomas.